# Álvaro Delgado Ceretta
Álvaro Luis Delgado Ceretta (Montevideo, 11 marzo 1969) è un politico uruguaiano, membro del Partito Nazionale..
È stato segretario della presidenza dal 1 marzo 2020 al 21 dicembre 2023, senatore della Repubblica dal 2015 al 2020 e membro della Camera dei Rappresentanti dal 2005 al 2015. Nel novembre 2023, Delgado ha annunciato la sua candidatura alle primarie del Partito Nazionale del 2024 per la presidenza dell'Uruguay nelle elezioni generali uruguaiane del 2024.

## Biografia
Delgado è nato a Montevideo l'11 marzo 1969 da Omar Delgado, un contabile di origine spagnola, la cui genealogia risale alle Isole Canarie, e Celeste Ceretta, discendente di immigrati veneti che si stabilirono nel Dipartimento di Paysandú alla fine del XIX secolo. Delgado, insieme alla sua sorella minore, Adriana, è cresciuto nei quartieri di Pocitos e Prado, ha frequentato le scuole primarie e secondarie al Colegio Seminario de Montevideo e il diploma di maturità all'Instituto Preuniversitario Salesiano Juan XXIII.
Nel 1987, Delgado si è iscritto all'Universidad de la Republica, laureandosi nel 1995 in medicina veterinaria. Durante la sua carriera accademica, è stato membro del senato accademico della Facoltà di Medicina Veterinaria, per il Corriente Gremial Universitaria (CGU). Nel 1997, ha conseguito un diploma in gestione agroindustriale presso l'Universidad ORT Uruguay. Prima di intraprendere una carriera nella politica, Delgado ha lavorato come produttore rurale e consulente veterinario in stabilimenti agricoli.

## Carriera politica
Delgado ha aderito al Partito Nazionale da giovane nel Dipartimento di Paysandú, dove la sua famiglia materna gestiva un'azienda agricola. Nel 1989 ha lavorato come consigliere del politico Juan Carlos Raffo nella sua campagna per la Camera dei Senatori. Nel 1994 è stato nominato segretario del caucus nazionalista e tra il 1999 e il 2004 ha ricoperto la carica di ispettore generale del lavoro.

### Elezioni primarie del Partito Nazionale del 2024

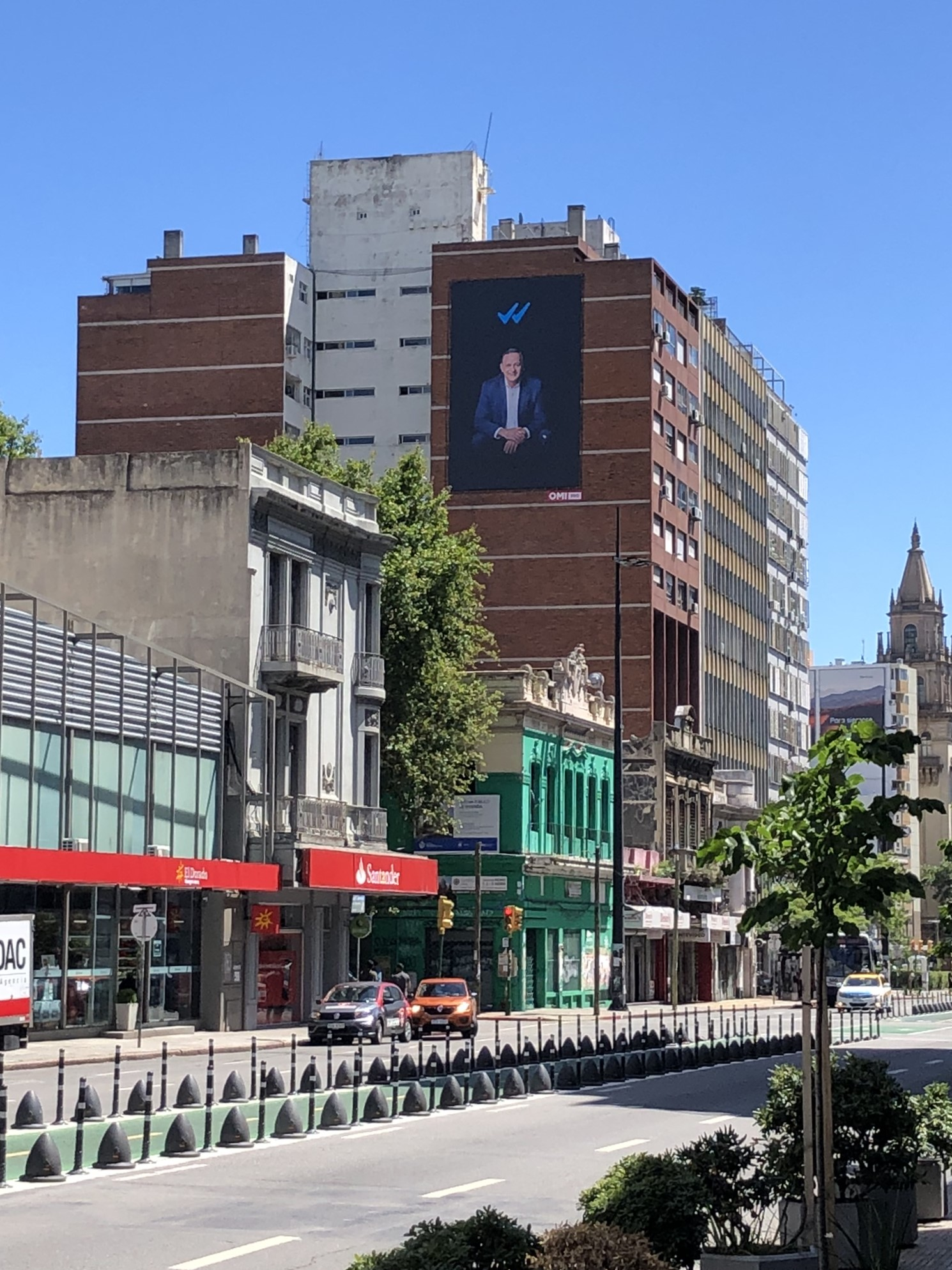
Propaganda elettorale di Álvaro Delgado sull'Avenida 18 de Julio a Montevideo

Nel 2022, diversi leader del Partito Nazionale hanno proposto Álvaro Delgado come candidato per le elezioni primarie del partito del 2024. Il 18 novembre 2023, Delgado ha annunciato ufficialmente la sua candidatura alla Presidenza della Repubblica. Il 21 dicembre 2023 si è dimesso dall'incarico di segretario della Presidenza per dedicarsi alla campagna elettorale. Si ritiene che il profilo politico di Delgado sarà in continuità con la gestione di Lacalle Pou.
Il 5 febbraio 2024 Delgado ha presentato "Uruguay para Adelante", il settore che comprende tutti i gruppi del Partito Nazionale che sostengono la sua precandidatura. Il giorno dopo, ha proposto che i precandidatos di tutte le collettività politiche firmino una nota chiedendo l'abilitazione di María Corina Machado, líder oppositrice al regime di Nicolás Maturo in Venezuela che è stato inhabilitada per il regime chavista. Il 16 marzo 2024 ha tenuto la manifestazione per dare il via alla sua campagna per le elezioni primarie.

## Vita privata
Nel 1997 ha contratto matrimonio con Leticia Lateulade a chi ha conosciuto in 1991 mentre cursaba i suoi studi universitari. Vicini hanno tre figli: Agustina, Felipe e Pilar.